# Melogale orientalis
El tejón turón de Java (Melogale orientalis) es una especie de mamífero mustélido endémico en la isla de Java y en Bali (Indonesia).
La especie ha sido escasamente estudiada, se sabe que tiene hábitos vespertinos y nocturnos. Se han observado en alturas de 1300 a 2000 m s. n. m. En el parque nacional Gunung Gede Pangrango se han acostumbrado a acercarse a los visitantes e incluso recibir alimentos de ellos.